# St. Antonius von Padua (Plön)
Die römisch-katholische Pfarrkirche St. Antonius von Padua ist ein Kirchengebäude in Plön, der Kreisstadt des Kreises Plön (Schleswig-Holstein).

## Geschichte und Architektur
Der Ursprungsbau wurde Anfang des 20. Jahrhunderts nach einer Wette errichtet. Clemens Graf von Westphalen auf Rixdorf gelobte im Jahr 1903: Wenn mein Pferd beim Rennen in Prag gewinnt, lasse ich am Stadtrand von Plön eine Kapelle errichten. Das Pferd gewann das Rennen, worauf eine kleine Holzkirche gebaut und 1905 dem franziskanischen Heiligen Antonius von Padua geweiht wurde. Zu der Zeit lebten 25 Katholiken in der Gegend. Die Gemeinde St. Antonius wurde 1911 eigenständig. Einen eigenen Pfarrer bekam die Kirche 1947, die Zahl der Katholiken war auf 2.500 gewachsen. Die Holzkirche wurde in den 1950er Jahren um ein Querschiff erweitert.
Das Holzgebäude wurde 1967 abgebrochen und stattdessen eine steinerne Kirche errichtet.
Die Kirchenfenster wurden nach Plänen von Frans Griesenbrock angefertigt, das Antoniusfenster zeigt den Heiligen mit einem Modell der alten Holzkirche.

## Ausstattung

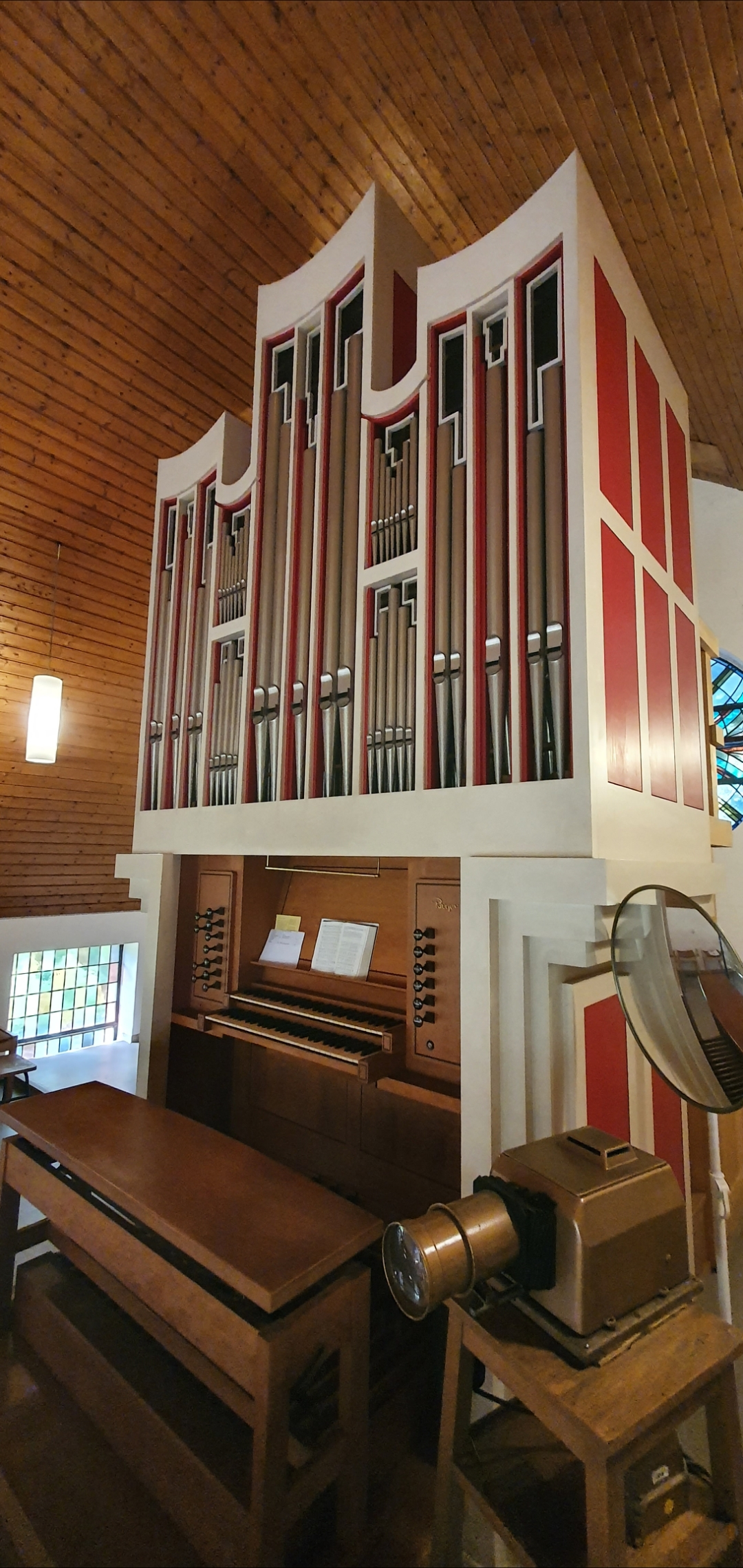
Orgel der Pfarrkirche St. Antonius von Padua

Die Orgel wurde 1992 von der Orgelbaufirma Rieger Orgelbau errichtet. Das Schleifladen-Instrument hat 13 Register auf zwei Manualen und Pedal. Die Spiel- und Registertrakturen sind mechanisch.
| I Hauptwerk C–g3 |               |        |
| 1.               | Metallgedackt | 08′    |
| 2.               | Principal     | 04′    |
| 3.               | Spitzflöte    | 04′    |
| 4.               | Flachflöte    | 02′    |
| 5.               | Mixtur III    | 01 ⁄3′ |
| 6.               | Dulcian       | 08′    |

| II Brustwerk C–g3 |                   |        |
| 7.                | Holzgedackt       | 08′    |
| 8.                | Rohrflöte         | 04′    |
| 9.                | Octav             | 02′    |
| 10.               | Quinte            | 01 ⁄3′ |
| 11.               | Sesquialtera II 0 |        |
|                   | Tremulant         |        |

| Pedal C–f1 |         |     |
| 12.        | Subbass | 16′ |
| 13.        | Gedackt | 08′ |

- Koppeln: II/I, I/P, II/P.